# 羅琛
羅琛（?—?），四川省敘州府富順縣人，清朝政治人物、進士出身。
光緒二十四年（1898年），参加光緒戊戌科殿試，登進士二甲57名。同年五月，改翰林院庶吉士。